# Le Chevalier errant (Emmanuel Frémiet)
Le chevalier errant est une sculpture en plâtre d’Emmanuel Frémiet de 1878. Elle est conservée au Palais des Beaux-Arts de Lille (Nord) en France. Elle représente un chevalier en armure sur sa monture avec ses proies.

## Historique
Le sujet est inspiré par La Légende des siècles de Victor Hugo. Le cinquième chapitre est titré Les Chevaliers Errants (La terre a vu jadis).
« La Légende des siècles par Victor Hugo.

Ils passaient effrayants, muets, masqués de fer.

Quelques-uns ressemblaient à des larves d’enfer ;

Leurs cimiers se dressaient difformes sur leurs heaumes,

On ne savait jamais d’où sortaient ces fantômes ;

On disait : « Qui sont-ils ? d’où viennent-ils ? 

Ils sont Ceux qui punissent, ceux qui jugent, ceux qui vont. »

Tragiques, ils avaient l’attitude du rêve. »
La sculpture est présentée, hors concours, au salon de 1878 sous la référence 4266.
En 1914, la ville de Lille en commande une version en bronze pour le jardin d’entrée du musée. La déclaration de la première guerre mondiale met fin au projet.
La version en plâtre est placé au rez-de-chaussée à l’entrée de la salle des sculptures du musée.
Une esquisse plus petite en plâtre se trouve au musée d’Orsay à Paris.

## Description
La sculpture mesure 323 cm de haut pour 140 de large et 255 de profondeur.
Il s’agit d’un groupe en plâtre : le chevalier est assis sur sa selle, ses solerets à poulaine parés d’éperons, bien enfoncé dans ses étriers. Il a le regard levé, le torse bombé, revêtu  d’une armure de style médiévale, il tient les rênes de sa main gauche et une main de justice dans la droite. Son heaume ouvert laisse voir son visage barbu, sur sa tête est posée une couronne de laurier. Il est armé d’une épée à sa ceinture et d’une lance avec son oriflamme dans le dos.
À sa selle est accrochée à droite une tête de démon coupé. Derrière lui, à gauche, un petit monstre à cornes et tête de bouc est entravé.
Le cheval est représenté en marche, il n’a que deux pattes au sol. Sa tête est protégée par un chanfrein. Sa crinière et sa queue sont taillées court.
La signature de l’artiste se trouve sur le côté avant gauche du socle.

## Galerie

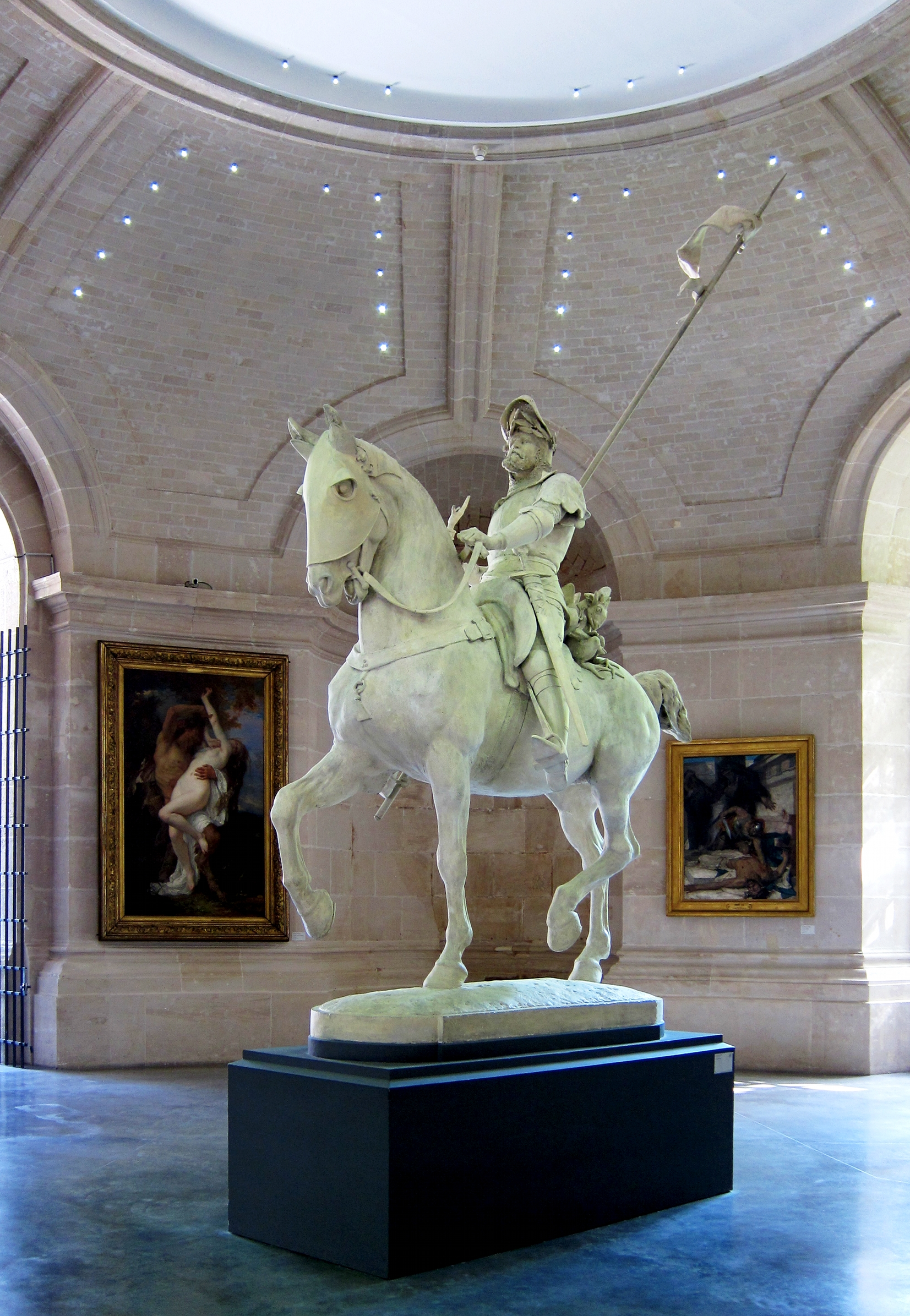
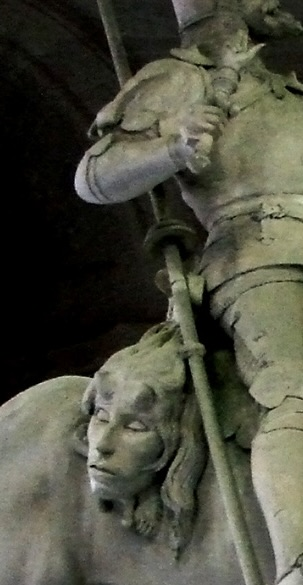
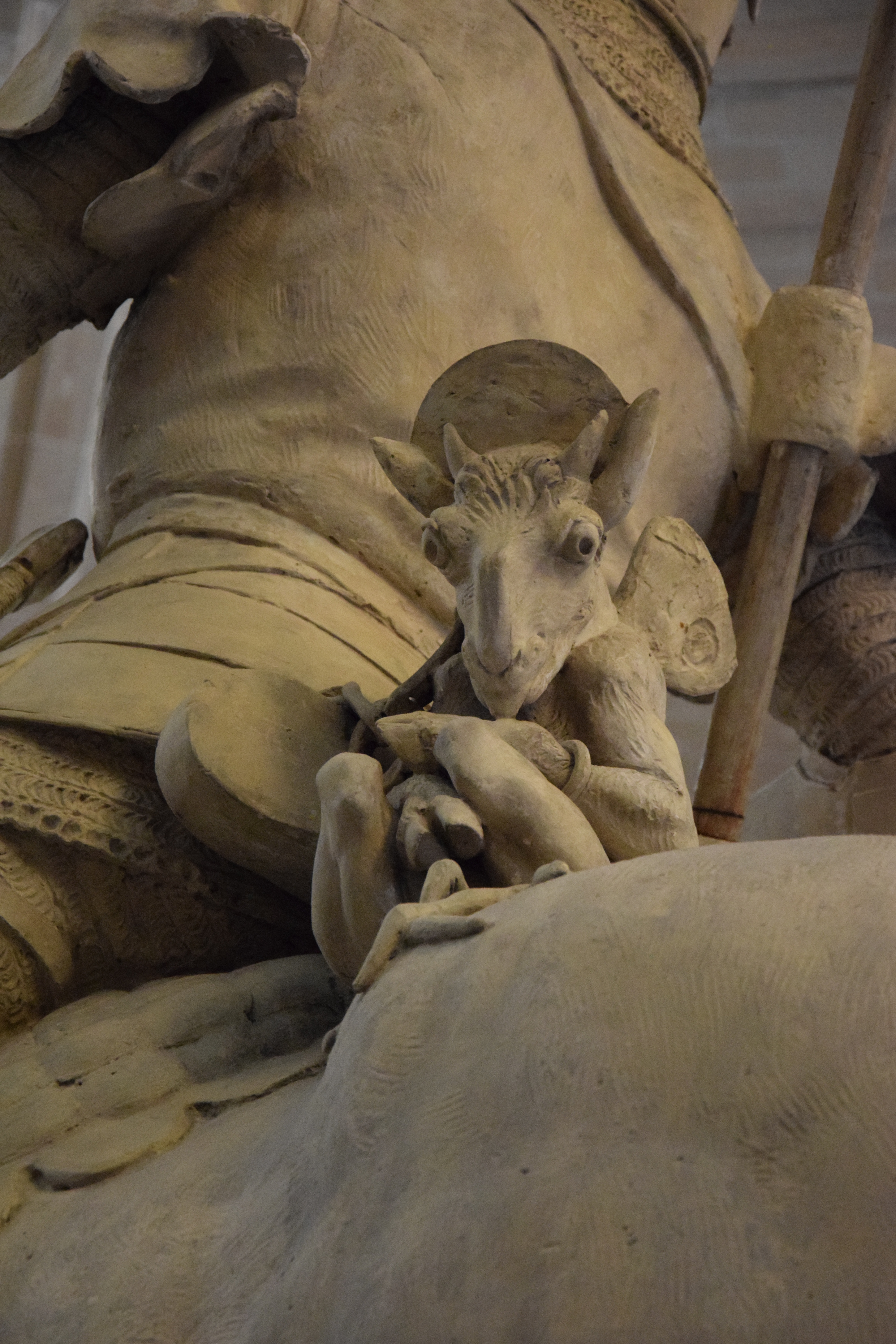
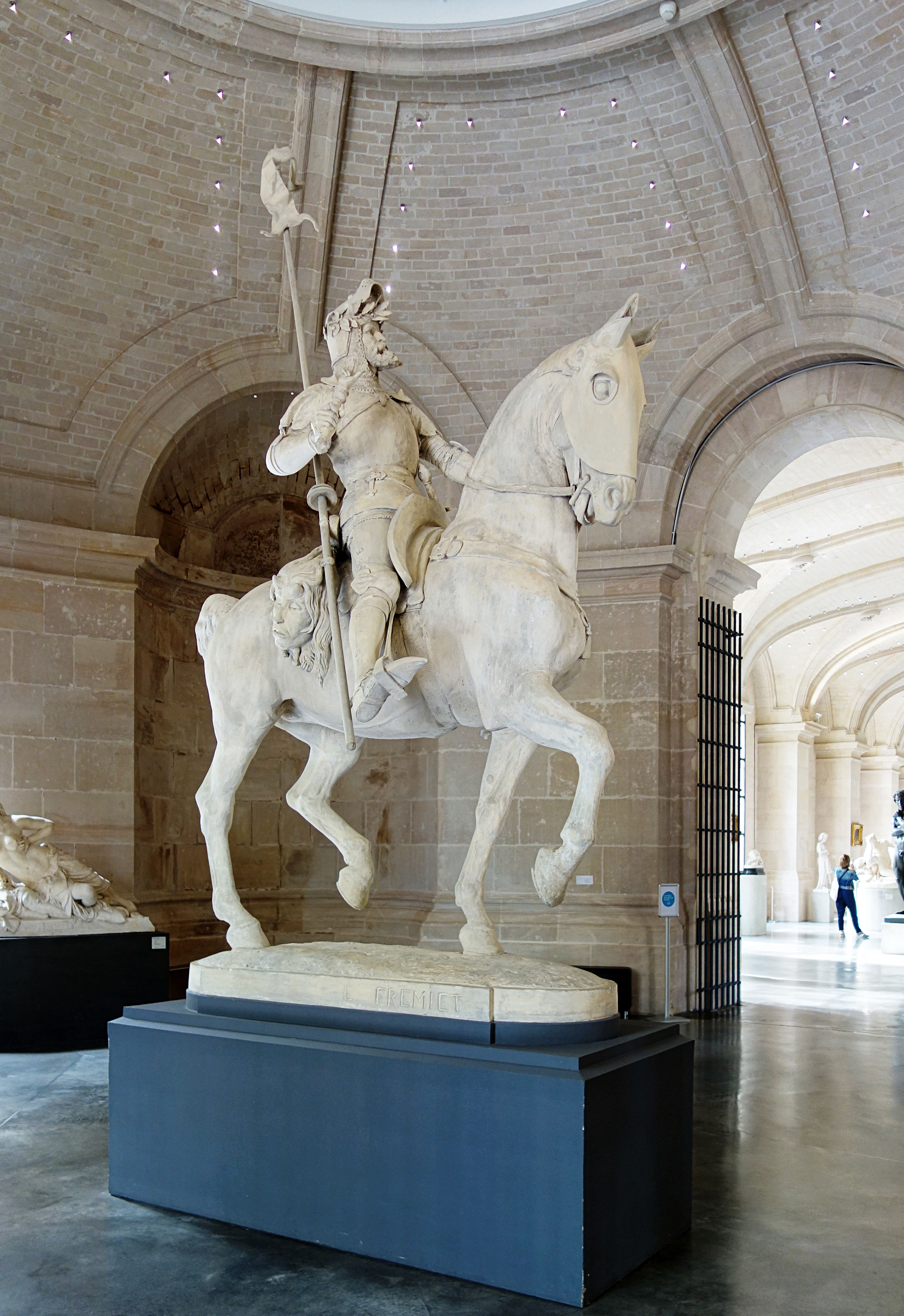
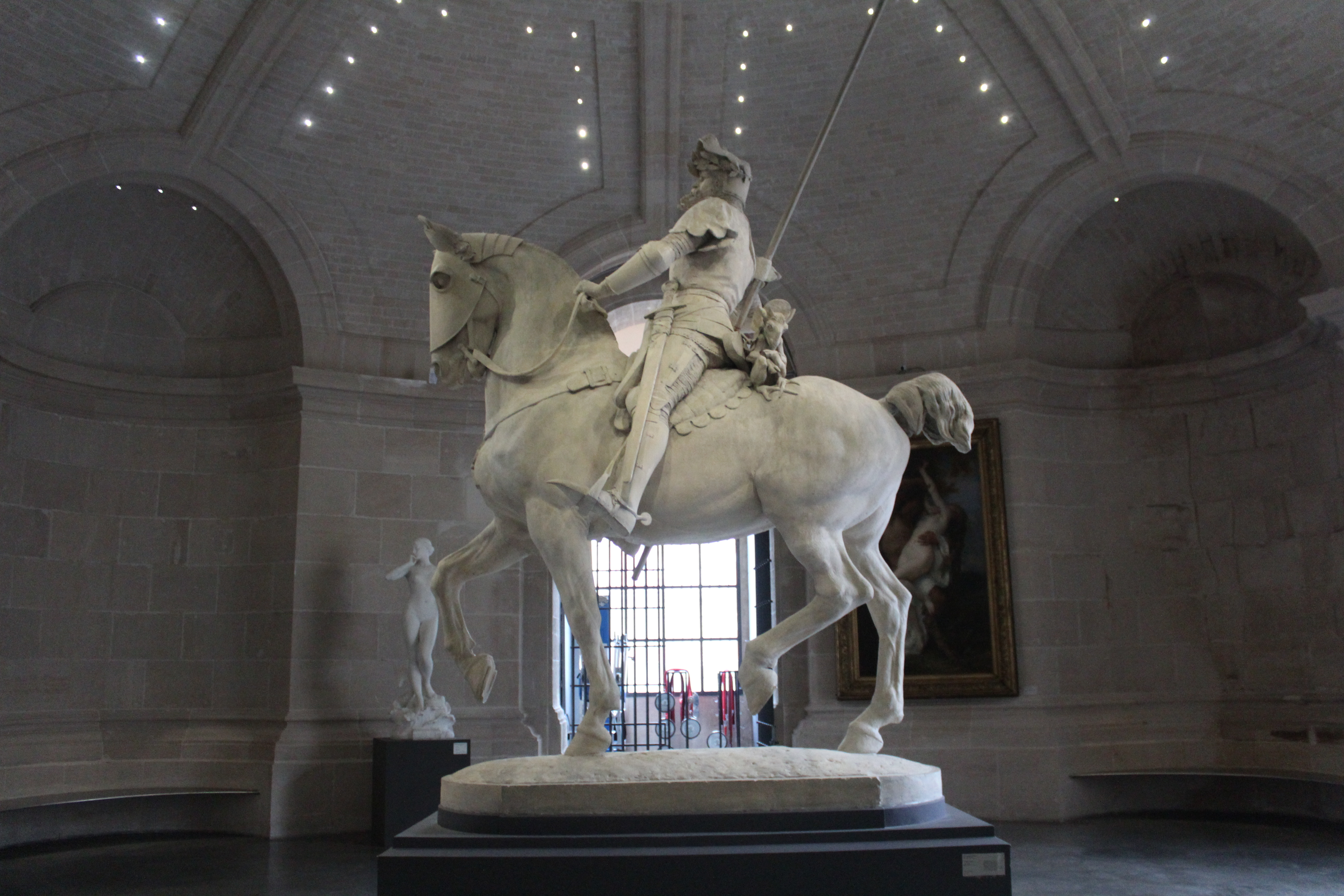
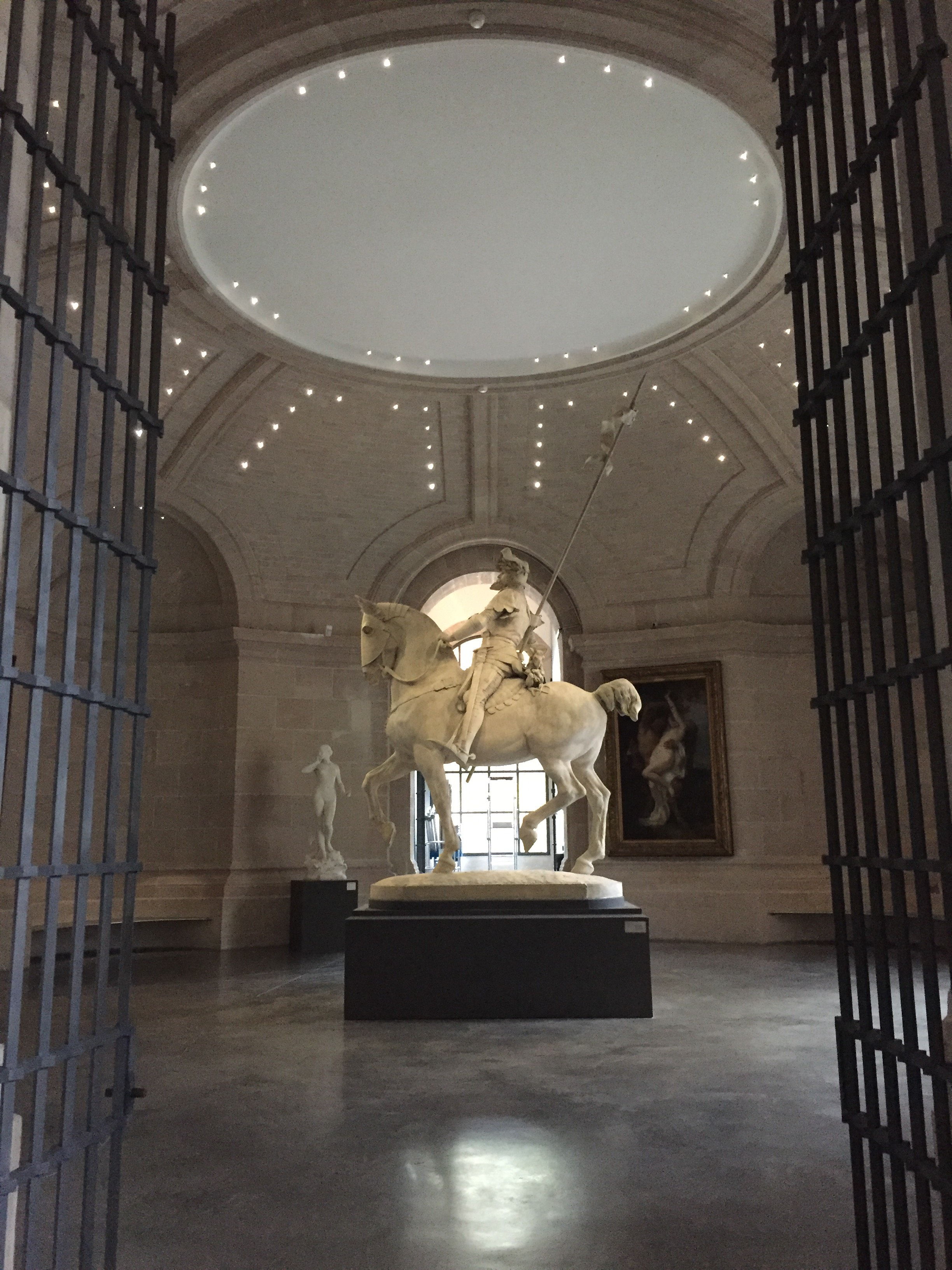
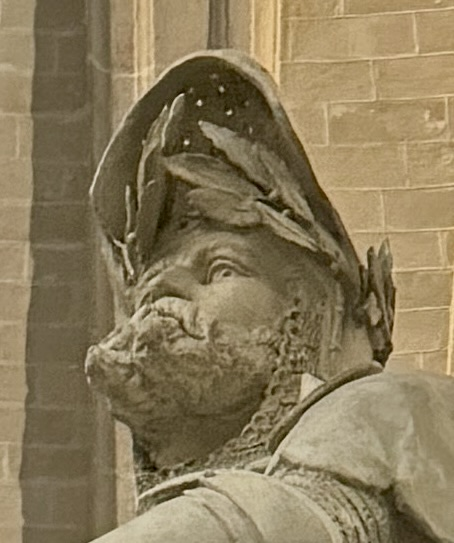